# Arthur Wightman
Arthur Strong Wightman (Rochester (Nueva York), 30 de marzo de 1922 – Edison (Nueva Jersey), 13 de enero de 2013) fue un físico matemático estadounidense. Fue uno de los fundadores de los aproximaciones axiomáticas de la Teoría cuántica de campos, y originó el conjunto de los Axiomas de Wightman. Con su riguroso tratamiento de las teorías cuánticas de campos, promovió la investigación sobre diversos aspectos de la física matemática moderna.

## Biografía
Arthur Wightman estudió en la Universidad de Yale y en 1942 se licenció en física. En 1949 recibió el doctorado en la Universidad de Princeton bajo la supervisión de John Wheeler. Tenía la intención de graduarse con Eugene Wigner, pero pasaba la mayor parte de su tiempo en el Laboratorio Nacional de Oak Ridge. A principio de la década de los 50, comenzó como instructor novel en el Departamento de Físicas de Princeton y posteriormente se convirtió en Profesor de Física Matemática Thomas D. Jones en 1971. Se retiró en 1992 como profesor emérito. Entre 1951-1952 y 1956-1957 fue investigador invitado en la Universidad de Copenhague en el Instituto Niels Bohr, donde trabajó estrechamente con Gunnar Källén y Lars Gårding. En 1957 lo fue en la Universidad de París y entre 1963-1964 y 1968-1969 en el Institut des hautes études scientifiques. Entre 1977 y 1978 fue profesor invitado en la École Polytechnique de París y en 1982 en la Universidad de Adelaida.
Wightman se casó dos veces. Su primera mujer, Anna-Greta Larsson, fue una artista y fotógrafo, que murió prematuramente. Tuvieron una hija, Robin, que también murió prematuramente. Su segunda mujer fue la traductora búlgara Ludmilla Popova Wightman.

## Carrera científica
Ya durante sus estudios de pregrado, Arthur Wightman tuvo estrechos contactos con el departamento de matemáticas en Princeton. Junto con el matemático John Tate, Wightman se dedicó al trabajo sobre la teoría de Lorentz y rRepresentaciones de grupos Poincaré.
En la década de los 50, presentó los famosos axiomas de Wightman como fundamento matemático de la teoría cuántica relativista de campos. Los campos cuánticos se tratan como distribuciones en el espacio-tiempo. El Espacio de Hilbert lleva una representación unitaria del grupo de Poincaré bajo la cual los operadores de campo se transforman covariantemente. Res Jost fue capaz de derivar el  PCT y el teorema de la estadística de espín, como lo demuestra Wightman y Ray Streater en su libro. Junto a Eugene Wigner y Gian-Carlo Wick, presentó las reglas de superselección y esrudió las representaciones de álgebras conmutadoras y anticonmutadoras con el matemático Lars Gårding.

## Honores y galardones
En 1969 Arthur Wightman fue galardonado con el Premio Dannie Heineman de Física Matemática por fundar y contribuir al desarrollo de la teoría axiomática cuántica de campos y en 1997 el Premio Henri Poincaré de la Asociación Internacional de Físicos Matemáticos por su papel central en la fundación de la teoría general de la teoría cuántica de campos. Desde 1964 fue miembro de la Sociedad Estadounidense de Física, desde 1966 de la Academia Estadounidense de las Artes y las Ciencias, y desde  1970 de la Academia Nacional de Ciencias. En 1962 fue ponente en la International Congress of Mathematicians de Estocolmo. In 1976 he was Josiah Willard Gibbs Lecturer.

## Publicaciones seleccionadas
- Streater, Raymond F.; Wightman, Arthur S. (1989). PCT, spin and statistics, and all that. ISBN 978-0691070629.
- Wightman, Arthur S. (1956). «Quantum Field Theory in Terms of Vacuum Expectation Values». Physical Review 101 (2). pp. 860-866. Bibcode:1956PhRv..101..860W. doi:10.1103/PhysRev.101.860.
- Wightman, Arthur S.; Gårding, Lars (1965). «Fields as operator-valued distributions in relativistic quantum theory». Arkiv för Fysik 28.
- Wightman, Arthur S. (1969). «What is the point of so-called axiomatic field theory?». Physics Today 22 (9). pp. 53-58. Bibcode:1969PhT....22i..53W. doi:10.1063/1.3035782.
- Wightman, Arthur S. (1967). Introduction to some aspects of the relativistic dynamics of quantized fields, Cargese Lectures in Theoretical Physics. Gordon and Breach Science Publishers.
- Wightman, Arthur S. (1977). «Should We Believe in Quantum Field Theory?». 15th Erice School of Subnuclear Physics: The Why's of Subnuclear Physics. pp. 983-1025.
- Wick, Gian Carlo; Wightman, Arthur S.; Wigner, Eugene P. (1952). «The intrinsic parity of elementary particles». Physical Review 88 (1). pp. 101-105. Bibcode:1952PhRv...88..101W. doi:10.1103/PhysRev.88.101.
- Wightman, Arthur S. (1981). «Looking back at quantum field theory». Physica Scripta 24 (5). pp. 813-816. doi:10.1088/0031-8949/24/5/001.
- Jaffe, Arthur; Wightman, Arthur S.; Jost, Res (1990). «For Res Jost, and To Arthur Wightman». Communications in Mathematical Physics 132 (1). pp. 1-4. doi:10.1007/BF02277996.
- Wightman, Arthur S. (1989). «The theory of quantized fields in the 50s». Pions to Quarks: Particle Physics in the 50s 50. pp. 255-261.

## Further reading
- Simon, Barry, ed. (March 2015). «In Memory of Arthur Strong Wightman». Notices of the AMS 62 (3). pp. 249-257. doi:10.1090/noti1219.
- Kelly, Morgan (30 de enero de 2013). «Esteemed Princeton mathematical physicist and mentor Arthur Wightman dies». Princeton University. Consultado el 10 de marzo de 2021.
- Aizenman, Michael; Lieb, Elliott; Nelson, Edward. «Arthur Strong Wightman 1922-2013». Princeton University. Consultado el 9 de marzo de 2021.
- Jaffe, Arthur; Simon, Barry (January 2013). «Arthur Strong Wightman (1922–2013)». News Bulletin, International Association of Mathematical Physics. pp. 34-36.